# Park-šuma Gajišće
Park-šuma Gajišće (Gaišće), park-šuma u Hrvatskoj i jedna od 17 park-šuma na prostoru Grada Zagreba. Park-šuma na području Sesveta, Gajišća, ukupne površine 191,50 ha, od čega su 103,47 ha državne, a 69,23 ha privatne. Prosječna drva zaliha iznosi 423 m3/ha, a prirast 12,50 m3/ha. Ove se sastojine mogu podijeliti u dvije grupe. U prvoj su grupi sastojine hrasta lužnjaka i običnog graba te čiste sastojine graba, što ukupno zauzima površinu od oko 160 ha. Sastojine lužnjaka i običnog graba treba normalno njegovati proredom, a grabike njegovati proredom i postupno umjetno obnavljati, uvažavajući načela oplodnih i rubnih sječa, unoseći žir ili sadnice hrasta lužnjaka. U drugu manju grupu, površine od oko 15 ha, spadaju kulture bagrema, ariša i borovca. Te kulture treba njegovati proredama do njihove zrelosti i postupno pretvarati u sastojine hrasta lužnjaka i običnog graba, služeći se umjetnom obnovom uz oplodne i rubne sječe.
Državnih šuma je 103,47 ha, privatnih 69,23 ha, ostalih površina 18,80 ha. Prosječna drvna zaliha je 423,00 prostornih metara po hektaru. Prosječni godišnji tečajni prirast je 12,50 prostornih metara po hektaru.